# Nanorana
Nanorana és un gènere de granotes dicroglòsides. Es troben a Àsia, des de la regió de l'Himàlaia del nord del Pakistan i el nord de l'Índia, Nepal i l'oest de la Xina a l'est fins al sud de la Xina i al sud-est fins a Myanmar, Tailàndia, Laos i el nord del Vietnam. Els noms comuns d'aquestes granotes reflecteixen la complexa història taxonòmica del gènere (vegeu més avall) i inclouen les granotes lentes de Yunnan (o simplement granotes lentes) i les granotes de l'Alt Himàlaia (per al gènere Altirana ara sinonimitzat).

## Taxonomia
La taxonomia de les autèntiques granotes i els seus aliats ha estat objecte de nombrosos canvis durant l'última dècada i encara no està totalment resolta. Nanorana en particular ha vist grans canvis. Tal com es defineix actualment, Nanorana és un gènere bastant gran amb 28 espècies, resultat de considerar Chaparana, Paa i Feirana com a sinònims menors. Actualment aquests tàxons es poden reconèixer com a subgèneres, però la seva delimitació no està del tot establerta i no totes les espècies han estat assignades a subgèneres. Tingueu en compte, però, que les espècies col·locades en un punt en aquests (sub)gèneres es podrien situar actualment també en gèneres diferents de Nanorana (Quasipaa, Ombrana i Allopaa).
- Nanorana parkeri (Stejneger, 1927).
- Nanorana pleskei (Günther, 1896).